# Mile Pavičić
Mile Pavičić, bosansko-hercegovski general, * 12. september 1899, † 16. november 1948.

## Življenjepis
Pavičić, častnik VKJ, se je leta 1941 pridružil NOVJ. Med vojno je bil predavatelj v Oficirski šoli pri Vrhovnem štabu, referat v odseku Vrhovnega štaba za vojaške oblasti, vojaški inštruktor štaba 1. bosanskega korpusa, referent za vojaško letalstvo pri Vrhovnem štabu, poveljnik 1. letalske baze, član vojaške misije v Sovjetski zvezi,...
Po vojni je bil namestnik poveljnika letalstva JA.